# Pierre-Toussaint Tavernel
Pierre Toussaint Tavernel, né à Beaucaire (Gard) le 1er novembre 1756 et mort le 19 messidor An III à l'hospice de Villeneuve-lès-Avignon (Gard), est un homme politique français.

## Biographie
Conseiller du Roi, Juge Lieutenant criminel à la Cour royale et viguerie de Beaucaire, il est député du Gard à l'Assemblée Législative de 1791 puis à la Convention, siégeant avec les modérés. Il démissionne, pour raisons de santé, en décembre 1792.